# Orejudos
Orejudos es un despoblado español del municipio de Arapiles, perteneciente a la provincia de Salamanca, en la comunidad autónoma de Castilla y León.

## Historia
Hacia mediados del siglo XIX, el lugar, ya por entonces perteneciente a Arapiles, tenía contabilizada una población de tres habitantes. Aparece descrito en el duodécimo volumen del Diccionario geográfico-estadístico-histórico de España y sus posesiones de Ultramar de Pascual Madoz con las siguientes palabras:

OREJUDOS: desp. en la prov. y part. jud. de Salamanca, térm. jurisd. de Arapiles. pobl.: 1 vec., 3 alm.
(Madoz, 1849, p. 303)

En 2023, la entidad singular de población no tenía empadronado ningún habitante.